# Université d'État de Lankaran
L'Université d'État de Lankaran est une université publique située à Lankaran, en Azerbaïdjan. 

## Histoire
En 1991, l'Université d'État de Lankaran a commencé à fonctionner comme une branche de l'Université d'État de Bakou et, en 1992, elle a obtenu le statut d'université d'État indépendante.
L'université compte environ 1 500 étudiants de premier cycle et 100 diplômés. Sur les 250 professeurs travaillant à l'université, 150 sont candidats à la science.

## Départements
Sciences humaines et pédagogiques
- Linguistique et littérature azerbaïdjanaises
- Histoire et philosophie
- Pédagogie et psychologie
- Éducation physique et préparation de la formation pré-militaire des jeunes
- Langues étrangères

Sciences de la nature
- Physique-Mathématiques
- Chimie-Biologie
- Géographie-écologie
- Défense publique

Économie
- Économie et agrotechnologie
- Analyse et gestion économiques
- Technologies de l'information
- Le tourisme et l'hospitalité